# 신비의 세계 엘하자드
《신비의 세계 엘하자드》는 이세계(異世界) 엘하자드로 날아간 고교생 미즈하라 마코토의 모험을 그린, 하야시 히로키, 츠키무라 료우에 원작의 판타지 러브 코미디이다. 대한민국 SBS에서는 "신비의 나라 엘하자드"라는 제목으로 방영되었으며 투니버스에서는 "신비의 세계 엘하쟈드"(위키백과 표제어에 나온 신비의 세계 엘하자드와 다름)라는 제목으로 방영되었다.
처음으로 선보인 것은 OVA판이며, 이후 텔레비전 애니메이션 1기, 2기가 방영되었으며, 만화판도 발행되었다. OVA와 TV판, 만화판은 등장 인물들의 설정 및 스토리에 차이가 존재한다.

## 줄거리
이 이야기는 미즈하라 마코토, 진나이 카츠히코, 나나미 진나이, 그리고 환상적인 엘하자드 세계로 신비롭게 전해지는 역대 교사 후지사와 마사미치에 중점을 두고있다. 엘하자드는 인간계와 곤충계 부그롬 부족 사이의 전쟁으로 위협을 받고있다.

## 등장인물
- 미즈하라 마코토
- 이프리타
- 룬 비너스
- 파토라 비너스
- 진나이 카즈히코
- 디바
- 진나이 나나미
- 후지사와 마사미치
- 미즈 미슈탈
- 셰라 셰라
- 아후라 만
- 이시엘 소엘
- 카리아
- 카우루 타우러스
- 아레레 레레라일

## 참고 문헌
1. ↑  《JadeVoice》신비의 세계 엘하자드[깨진 링크(과거 내용 찾기)]. 2008년 12월 11일 확인.
2. ↑  Daum tv팟 - 신비의 나라 엘하자드 SBS 오프닝 - 동영상[깨진 링크(과거 내용 찾기)]
3. ↑  Daum tv팟 - 신비의 세계 엘하자드 투니버스 오프닝 - 동영상[깨진 링크(과거 내용 찾기)]